# شکار هیتلر
شکار هیتلر (انگلیسی: Hunting Hitler) یک سریال تلویزیونی شبکهٔ هیستوری است که بر پایهٔ فرضیهٔ فرار آدولف هیتلر از فورربونکر در برلین در پایان جنگ جهانی دوم، نحوهٔ انجام این کار توسط او و مقصد احتمالی‌اش ساخته شده‌است. ایدهٔ ساخت این مجموعه پس از انتشار اسناد اف‌بی‌آی مبنی بر احتمال زنده‌بودن هیتلر در اواخر دههٔ ۱۹۴۰ میلادی مطرح شد.